# Józef Wołoch
Józef Wołoch pseudonim „Góraj” (ur. 11 stycznia 1926 w Grudziądzu, zm. 5 lipca 2013) – polski specjalista w zakresie organizacji i zarządzania, prof. dr hab., w czasie II wojny światowej żołnierz AK, kapitan rezerwy WP.

## Życiorys
Piastował stanowisko dyrektora Instytutu Nauk Społecznych Politechniki Wrocławskiej, wykładowca Wyższej Szkoły Zarządzania i Bankowości w Poznaniu.
Pochowany na Cmentarzu Grabiszyńskim we Wrocławiu.

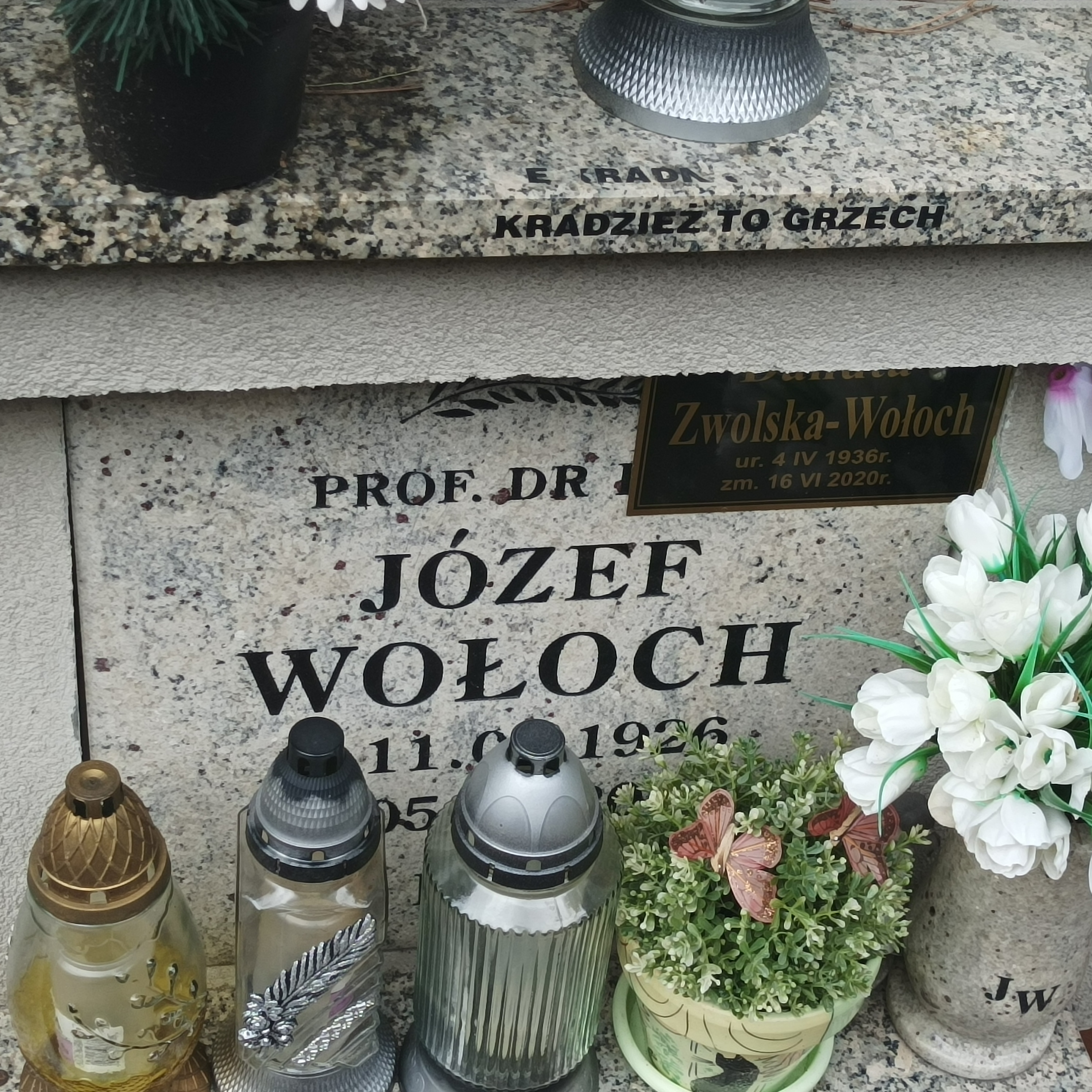
Grób prof. Józefa Wołocha na Cmentarzu Grabiszyńskim we Wrocławiu

## Odznaczenia
- Krzyż Komandorski Orderu Odrodzenia Polski
- Krzyż Oficerski Orderu Odrodzenia Polski
- Krzyż Kawalerski Orderu Odrodzenia Polski
- Złoty Krzyż Zasługi
- Brązowy Krzyż Zasługi
- Medal Komisji Edukacji Narodowej
- Krzyż Armii Krajowej